# Maurice Podoloff
Maurice Podoloff (ur. 18 sierpnia 1890 w Jelizawietgradzie, zm. 24 listopada 1985) – amerykański prawnik, pełnomocnik NBA (ang. National Basketball Association) od 1949 do 1963, prezydent Amerykańskiej Organizacji Koszykówki (ang. Basketball Association of America, BAA) od 1946 do 1949, prezydent Amerykańskiej Ligi Hokeja (ang. American Hockey League, AHL) od 1940 do 1952 oraz prezydent Kanadyjsko-Amerykańskiej Ligi Hokeja (ang. Canadian-American Hockey League, CAHL) od 1936 do 1940.
Pod kierownictwem Podoloffa w NBA wprowadzono 24-sekundowy zegar, jako gwarancję sukcesu ligi w Stanach Zjednoczonych.
W 1946, gdy organizowała się BAA, jej właściciele wybrali Podoloffa prezydentem 11-drużynowej ligi. Trzy lata później, w sierpniu 1949, Podoloff przewodniczył połączeniu 4-letniej BAA z 11-letnią Narodową Ligą Koszykówki (ang. National Basketball League, NBL) w wyniku czego powstała NBA, składająca się w pierwszym sezonie (1949/50) z 10 drużyn wywodzących się z BAA i 7 pochodzących z NBL. W kolejnym sezonie liczba drużyn została obniżona do 11.
Wraz ze swoim ojcem oraz dwoma braćmi zbudował w 1926 halę New Heaven Arena, co wprowadziło go do Kanadyjsko-Amerykańskiej Ligi Hokeja. W 1935 został mianowany skarbnikiem Ligi, a rok później wybrany jej prezydentem. Dwa lata później, w 1940, połączył Kanadyjsko-Amerykańską Ligę Hokeja z Międzynarodową Ligą Hokeja (ang. International Hockey League, IHL), tworząc Międzynarodową Amerykańską Ligę Hokeja (ang. International American Hockey League, IAHL), której został prezydentem.
W 1973 Podoloff został wybrany do Hali Sław Koszykówki (ang. Basketball Hall of Fame).
Jego imieniem nazwano statuetkę symbolizującą nagrodę NBA Most Valuable Player Award.